# Франко Крістальді
Фра́нко Кріста́льді (італ. Franco Cristaldi; 3 жовтня 1924, Турин, Королівство Італія — 1 липня 1992, Монте-Карло, Монако) — італійський кінопродюсер.

## Біографія
Франко Крістальді народився 3 жовтня 1924 року в місті Турині, Італія. У 1946 році він заснував компанію «Vides Cinematografica», яка стала займатися кіновиробництвом і кінопрокатом. У 1980-х роках вона була перейменована в «Cristaldifilm».
За час своєї продюсерську кар'єри Крістальді працював з багатьма відомими режисерами і сценаристами, серед яких: Франческо Розі, П'єтро Джермі, Маріо Монічеллі, Федеріко Фелліні, Лукіно Вісконті, Марко Феррері та Джузеппе Торнаторе. Одними з найуспішніших фільмів, у продюсуванні яких брав участь Крістальді, стали «Амаркорд »(1973), «Ім'я троянди» (1986) та «Новий кінотеатр „Парадізо“» (1988).
У 1977 році Франко Крістальді був обраний президентом Міжнародної федерації асоціацій кінопродюсерів. У 1984 році він був членом міжнародного журі на 37-му Каннському кінофестивалі, очолюваного Дірком Богардом.

## Особисте життя
Франко Крістальді був одружений з Карлою Сімонетті, у них народився син Массімо. Після того, як він звернувся у Ватикан, його перший шлюб був анулований, і в 1966 році Крістальді одружився з Клаудією Кардінале. Він усиновив її сина Патріціо, а також сприяв просуванню її кар'єри. Крістальді та Кардінале розлучилися у 1975 році.
З 1983 року і до його смерті в 1992 році дружиною Крістальді була акторка Зеуді Арайя. Вона знялася в декількох фільмах, які він продюсував. Після смерті чоловіка Арая взяла участь в подальшій діяльності його кінокомпанії спільно з Массімо Крістальді.

## Фільмографія
- 1954 : Спокусник / (Il seduttore)
- 1956 : Коханка Нерона / Mio figlio Nerone
- 1957 : Кін / Kean — Genio e sregolatezza
- 1957 : Герой нашого часу / Un eroe dei nostri tempi
- 1957 : Білі ночі / Le notti bianche
- 1958 : Безхарактерний чоловік / L'uomo di paglia
- 1958 : Шматочок неба / Un ettaro di cielo
- 1958 : Зловмисники, як завжди, залишилися невідомими / I soliti ignoti
- 1958 : Виклик / La sfida
- 1958 : Закон є закон / La legge è legge
- 1959 : Шахраї / I magliari
- 1959 : Зухвалий наскок невідомих зловмисників / Audace colpo dei soliti ignoti
- 1960 : Капо / Kapò
- 1961 : Убивця / L'assassino
- 1961 : Примари Рима / Fantasmi a Roma
- 1961 : Пароль «Вікторія» / Un giorno da leoni
- 1961 : Безнадійні дні / Giorno per giorno disperatamente
- 1961 : Розлучення по-італійськи / Divorzio all'italiana
- 1961 : Сальваторе Джуліано / Salvatore Giuliano
- 1962 : Вторгнення титанів / Arrivano i titani
- 1963 : Бурхливе море / Mare matto
- 1963 : Товариші / I compagni
- 1963 : Наречена Бубе / La ragazza di Bube
- 1963 : Спокушена і покинута / Sedotta e abbandonata
- 1963 : Омікрон / Omicron
- 1964 : Байдужі / Gli indifferenti
- 1965 : Зіграти в ящик / L'arme à gauche
- 1965 : Туманні зірки Великої Ведмедиці / Vaghe stelle dell'Orsa…
- 1967 : Троянда для усіх / Una rosa per tutti
- 1967 : Заради любові… Заради магії / Per amore… per magia…
- 1967 : Убий мене швидше, мені холодно / Fai in fretta ad uccidermi… ho freddo!
- 1967 : Китай близько / La Cina è vicina
- 1968 : Вкради у ближнього свого / Ruba al prossimo tuo … (виконавчий продюсер)
- 1969 : Алібі / L'alibi
- 1969 : То, бабуся померла / Toh, è morta la nonna!
- 1969 : Нормальна молодь / Il giovane normale
- 1970 : Відкритий лист у вечірню газету / Lettera aperta a un giornale della sera
- 1971 : В ім'я батька / Nel nome del padre
- 1972 : Справа Маттеї / Il caso Mattei
- 1972 : Аудієнція / L'udienza
- 1972 : Загін «Г» / Forza 'G'
- 1972 : Леді Кароліна Лем / Lady Caroline Lamb (виконавчий продюсер)
- 1973 : Дон Лучано / Lucky Luciano
- 1973 : Амаркорд / Amarcord
- 1975 : Під яким ти знаком? / Di che segno sei?
- 1976 : Синьйор Робінзон / Il signor Robinson, mostruosa storia d'amore e d'avventure
- 1976 : Кінолихоманка / La febbre del cinema
- 1977 : Дружина-коханка / Mogliamante
- 1978 : Кохані мої / Amori miei
- 1978 : Христос зупинився в Еболі / Cristo si è fermato a Eboli
- 1979 : Операція «Чудовисько» / Ogro
- 1979 : Скарб мій / Tesoro mio
- 1979 : Рататаплан / Ratataplan
- 1979 : Каракулеве пальто / Il cappotto di Astrakan
- 1980 : Кафе-експрес / Café Express
- 1980 : Я зробив «чпок» / Ho fatto splash
- 1982-83 : Марко Поло / Marco Polo … (міні-серіал, 8 епізодов)
- 1983 : І корабель пливе… / E la nave va
- 1983 : Серця і обладунки / I paladini — Storia d'armi e d'amori
- 1986 : Ім'я троянди / Der Name der Rose (співпродюсер)
- 1986 : День перший / Il giorno prima
- 1987 : Останнє літо в Танжері / Dernier été à Tanger
- 1988 : Новий кінотеатр «Парадізо» / Nuovo Cinema Paradiso
- 1990 : Будинок з 40 собаками / C'era un castello con 40 cani
- 1992 : Втеча невинного / La corsa dell'innocente

## Визнання
| Нагороди та номінації Франко Крістальді | Нагороди та номінації Франко Крістальді | Нагороди та номінації Франко Крістальді                                       | Нагороди та номінації Франко Крістальді |
| Рік                                     | Категорія                               | Фільм                                                                         | Результат                               |
| --------------------------------------- | --------------------------------------- | ----------------------------------------------------------------------------- | --------------------------------------- |
| Премія «Срібна стрічка»                 |                                         |                                                                               |                                         |
| 1959                                    | Найкращий продюсер                      | Виклик, Зловмисники, як завжди, залишилися невідомі та Безхарактерний чоловік | Перемога                                |
| 1965                                    | Найкращий продюсер                      | Байдужі, Наречена Бубе та Спокушена і покинута                                | Перемога                                |
| 1974                                    | Найкращий продюсер                      | За сукупність робіт                                                           | Перемога                                |
| 1980                                    | Найкращий продюсер                      | За сукупність робіт (спільно з Ніколою Чорраро)                               | Перемога                                |
| Премія «Давид ді Донателло»             |                                         |                                                                               |                                         |
| 1964                                    | Найкращий продюсер                      | Спокушена і покинута та Наречена Бубе                                         | Перемога                                |
| 1987                                    | Найкращий продюсер                      | Ім'я троянди (спільно з Берндом Айхінгером)                                   | Перемога                                |
| 1989                                    | Найкращий продюсер                      | Новий кінотеатр «Парадізо» (сільно з Джованною Романьйолі)                    | Номінація                               |
| Премія «Золотий кубок»                  |                                         |                                                                               |                                         |
| 1972                                    | Найкращий продюсер                      | Справа Маттеї та Аудієнція                                                    | Перемога                                |
| 1974                                    | Найкращий продюсер                      | Дон Лучано                                                                    | Перемога                                |
| Премія BAFTA                            |                                         |                                                                               |                                         |
| 1991                                    | Найкращий фільм не англійською мовою    | Новий кінотеатр «Парадізо» (спільно з Джузеппе Торнаторе)                     | Номінація                               |